# Ramones
Рамонс је била америчка панк рок група која се сматра првом музичком групом која је свирала овакву врсту музике. Формирани су у месту Форест Хилс у Њујорку 1974. Једним од оснивача се сматра Даглас Глен Колвин.
Сви чланови бенда су усвојили псеудониме који се завршавају презименом „Рамоне“, иако ниједан од њих није био биолошки сродан; инспирисао их је Пол Макартни, који би се пријавио у хотеле под алиасом „Пол Рамон“. Ramones су извели 2.263 концерта, на турнејама готово без престанка 22 године. Године 1996., након турнеје са музичким фестивалом Lollapalooza, одсвирали су опроштајни концерт у Лос Анђелесу и распали се.
До 2014, сва четири првобитна члана бенда су умрла – пјевач Џои Рамон (1951–2001), басиста Ди Ди Рамон (1951–2002), гитариста Џони Рамон (1948–2004) и бубњар Томи Рамон (1952–2014). Преостали преживели чланови Рамонса — басиста Си-Џеј Рамоне (који је замијенио Ди Дија 1989. и остао са бендом до његовог распада) и бубњари Марки Рамон, Ричи Рамон и Елвис Рамон — и даље су музички активни.
Признање важности бенда градило се годинама. Рамонес су заузели 26. мјесто на листи „100 највећих уметника свих времена" часописа Rolling Stone и на 17. мјесту на VH1 листи „100 највећих умјетника хард рока“. Године 2002., Рамонес је рангиран као други највећи бенд свих времена од стране Spin-а, иза само Битлса.

## Историја

### Оснивање (1974—1975)
Првобитни чланови бенда упознали су се у кварту Форест Хилс средње класе у њујоршкој општини Квинс. Џон Камингс и Томас Ердели су били у средњошколском гаражном бенду од 1965. до 1967. познатом као Tangerine Puppets. Спријатељили су се са Дагласом Колвином, који се недавно доселио у ту област из Њемачке, и Џефом Хајманом, пјевачем глам рок бенда Sniper, основаног 1972.
Рамонс су почели да се обликују почетком 1974. године када су Камингс и Колвин позвали Хајмана да им се придружи у бенду. Колвин је желео да свира гитару и пјева, Камингс је такође свирао гитару, а Хајман бубњеве. Поставу је требало употпунити њиховим пријатељем Ричијем Стерном на басу. Међутим, након само неколико проба постало је јасно да Ричи Стерн не зна да свира бас, па је поред пјевања, Колвин прешао са гитаре на бас, а Камингс је постао једини гитариста. Колвин је био први који је усвојио име "Рамоне", називајући себе Ди Ди Рамон. Био је инспирисан употребом псеудонима Паул Рамон од стране Пола Макартнија током његових Silver Beetles дана. Ди Ди је убедио остале чланове да преузму то име и дошао је на идеју да бенд назове Рамонс. Хајман и Камингс су постали Џои и Џони Рамон.
Пријатељ бенда, Монте А. Мелник (касније њихов менаџер турнеје), помогао им је да им уговоре вријеме за пробу у Manhattan's Performance Studios, гдје је радио. Џонијев бивши колега из бенда Ердели је требало да постане њихов менаџер. Убрзо након што је бенд формиран, Дее Дее је схватио да не може истовремено да пјева и свира бас гитару; уз Ерделијево охрабрење, Џои је постао нови пјевач бенда. Ди Ди би, међутим, наставио да одбројава темпо сваке песме са својим препознатљивим брзометним повиком "1-2-3-4!" Џои је убрзо на сличан начин схватио да не може истовремено да пјева и свира бубњеве и напустио је мјесто бубњара. Док је био на аудицији за будуће замјене, Ердели би често узео бубњеве и демонстрирао како свира пјесме. Постало је очигледно да је у стању да изводи музику групе боље од било кога другог, и придружио се бенду као Томи Рамон.

## Дискографија
Студијски албуми
- Ramones (1976)
- Leave Home (1977)
- Rocket to Russia (1977)
- Road to Ruin (1978)
- End of the Century (1980)
- Pleasant Dreams (1981)
- Subterranean Jungle (1983)
- Too Tough to Die (1984)
- Animal Boy (1986)
- Halfway to Sanity (1987)
- Brain Drain (1989)
- Mondo Bizarro (1992)
- Acid Eaters (1993)
- ¡Adios Amigos! (1995)